# Orquestra Sinfônica do Teatro Nacional Claudio Santoro

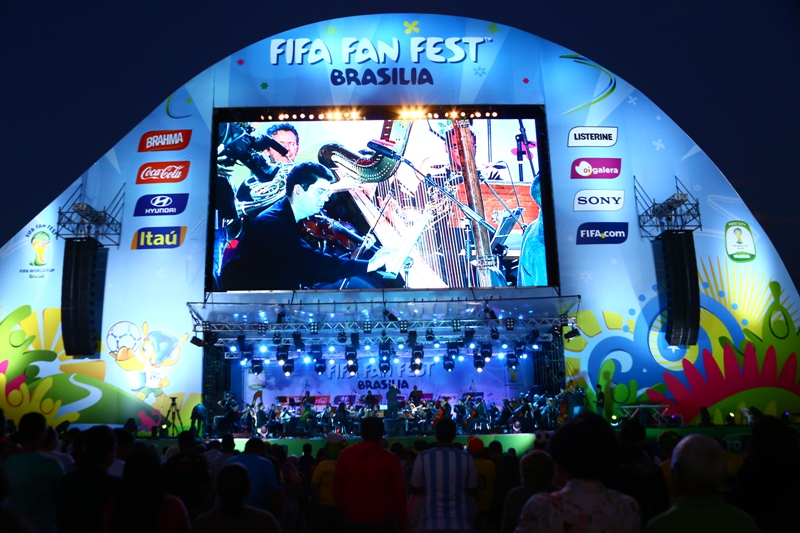
A OSTNCS apresenta-se na Fifa Fan Fest, Taguatinga, DF, 2014 (foto: Júnior Marques/ComCopa).

Oficialmente fundada no início de 1980 no Teatro Nacional de Brasília, o concerto de abertura da Sala Villa-Lobos aconteceu na terça-feira, 6 de maio de 1979, sob a regência do maestro Claudio Santoro e colaboração do maestro Levino Ferreira de Alcântara, com um programa dedicado ao compositor Heitor Villa-Lobos.
Após o falecimento do maestro Santoro, em 1989, o teatro foi renomeado em homenagem ao grande compositor brasileiro, e a orquestra passou a ser denominada Orquestra Sinfônica do Teatro Nacional Claudio Santoro (OSTNCS).
Em sua trajetória a Orquestra Sinfônica do Teatro Nacional Claudio Santoro realizou concertos em Cuba, Coreia; e no Brasil em locais como Sala São Paulo, Festival de Campos do Jordão, Theatro Municipal do Rio de Janeiro, Teatro Amazonas, Palácio da Artes em Belo Horizonte, Teatro Guaíra em Curitiba. Para as suas temporadas foram convidados artistas populares como Martinho da Villa, Zizi Possi, Tom Jobim , Wagner Tiso, Ivan Lins, Fagner, Fafá de Belém, Sandra de Sá, Bibi Ferreira, Francis Hime, Sérgio Ricardo, Toninho Ferragutti, Ed Motta, Spok Frevo, Plebe Rude, Paulinho da Viola, Toquinho e Hamilton de Holanda. Grandes instituições participaram dos eventos da OSTNCS: Ballet Bolshoi, Ballet Kirov e Ballet da Opera de Paris.
Entre as gravações de diversos discos com repertório de música brasileira há o destaque especial para os títulos “Sinfonias dos 500 anos” e “Clássicos do Samba”.
Em 2014 participou do evento que celebrou os 40 anos de relações diplomáticas entre Brasil e China. O evento: Celebração Brasil China – 40 anos de harmonia e cooperação ocorreu no Centro de Convenções Ulysses Guimarães. A então presidente Dilma Roussef e o presidente chinês Xi Jinping assistiram a quatro orquestras, uma delas a OSTNCS.
Atualmente, com direção do maestro Claudio Cohen, a OSTNCS atua em Concertos Sociais, Educacionais, Festival de Ópera, Seminário Internacional de Dança, Concertos da Temporada Oficial, Concertos das Nações em parceria com as Embaixadas, Concertos Pop, Concertos nas Cidades e ao ar livre, Série Concertos nos Parques, em uma ampla atuação nos diversos segmentos da sociedade tais como Hospitais do Câncer, Rede Sarah e Hemocentro.

## Renato Russo Sinfônico
Em 29 de junho de 2013 a OSTNCS realizou o primeiro concerto no novo Estádio Nacional Mané Garrincha em homenagem ao cantor e compositor Renato Russo. O Estádio havia sido reconstruído para a Copa do Mundo 2014.
A OSTNCS sob a regência do maestro Claudio Cohen acompanhou a apresentação de quatorze artistas que interpretaram uma música de Renato: Zélia Duncan, Fernanda Takai, Ellén Oleria, Lobão, Alexandre Carlo (Natiruts), Ivete Sangalo, André Gonzales (Móveis Coloniais de Acaju), Zizi e Luiza Possi, Hamilton de Holanda, Jerry Adriani, Jorge Du Peixe (Nação Zumbi), Sandra de Sá e a violinista norte-americana Ann Marie Calhoun. Uma banda formada por músicos relacionados ao rock de Brasília também fazia o acompanhamento dos artistas.
O projeto de unir as composições da Legião Urbana e de Renato Russo já havia sido traçado pelo músico e pelo maestro Silvio Barbato, que morreu em 2009 no acidente da Sie France. Barbato foi Diretor Musical e Regente Titular da Orquestra Sinfônica do Teatro Nacional Cláudio Santoro, de 1989 a 1992 e de 1999 e 2006.
Renato Russo, projetado em holograma no palco montado no Mané Garrincha, cantou a música Há Tempos acompanhado pela OSTNCS. Foi o primeiro show com holograma da América Latina. A tecnologia usada para "trazer" o cantor ao palco do Mané Garrincha havia sido usada somente uma vez em um show em homenagem ao rapper Tupac Shakur que morreu em 1996, mesmo ano da morte de Renato Russo.

## Histórico dos regentes titulares
Os maestros titulares, em ordem histórica, foram:
- Claudio Santoro
- Emílio de César
- Silvio Barbato
- Julio Medaglia
- Elena Herrera
- Silvio Barbato
- Ira Levin
- Elena Herrera
- Cláudio Cohen (atual)

Regeram a OSTNCS expoentes musicais como Eleazar de Carvalho, Enrique Batiz, Eugene Kohne, Isaac Karabtchevsky, John Neschling, Adriano Machado, Mats Liljefors, Miguel Graça Moura, Osvaldo Colarusso, Roberto Tibiriçá, Jorge Antunes, Rudolfo Bonucci, João Carlos Martins dentre vários outros.

## Discografia
- Os Imigrantes e a Música - Dia da Cultura 2000
- Sinfonias Brasil 500 Anos -